# 終極救援 (2015年電影)
是一部於2015年上映的美國動作驚悚片，為史蒂芬·C·米勒執導。由凱蘭·魯茲、布魯斯·威利、吉娜·卡拉諾、D·B·史威尼、丹·比瑟瑞恩和史提夫·庫爾特主演。電影2015年12月18日美國有限上映，同日還以隨選視訊（VOD）發行。

## 劇情
前CIA探員萊諾被恐怖份子綁架，他的兒子哈利在求助無門的情況之下，只好未經許可展開救援行動，而解救時間只有24小時，政府更下追殺令要追殺哈利，他該何去何從？

## 演員
- 凱蘭·魯茲飾演哈利（Harry Turner）
- 布魯斯·威利飾演萊諾（Leonard Turner）
- 吉娜·卡拉諾飾演維多莉亞（Victoria）
- D·B·史威尼飾演肯·羅伯森（Ken Robertson）
- 丹·比瑟瑞恩飾演希金斯（Higgins）
- 史提夫·庫爾特飾演西奧多·西特森（Theodore Sitterson）
- 克里斯多福·羅伯·鮑文（Christopher Rob Bowen）飾演尼克·珀維斯（Nick Purvis）
- 尼可拉斯·M·勒布飾演維恩（Vinn）
- 桑瑪·愛提絲飾演丹妮絲（Denise）
- 莉迪亞·赫爾（Lydia Hull）飾演克莉絲（Kris）
- 泰勒·強·歐森（Tyler Jon Olson）飾演達瑞爾（Darryl）
- 里奇·錢斯飾演約翰（John）
- 琳賽·皮拉斯飾演史蒂芬妮（Stephine）

## 發行
電影2015年12月18日美國有限上映，並以隨選視訊（VOD）發行。

## 評價
爛番茄獲得罕見的0%新鮮度，Metacritic得分僅25，評價悽慘。

## 外部連結
- 互联网电影数据库（IMDb）上《終極救援》的资料（英文）
- 爛番茄上《終極救援》的資料（英文）
- Metacritic上《終極救援》的資料（英文）
- Box Office Mojo上《終極救援》的資料（英文）